# Henrik Dam (jurist)
 Der er flere personer med dette navn, se Henrik Dam.
Henrik Øregaard Dam (født 4. januar 1968 i København) er en dansk jurist, som siden 1. februar 2014 har været ansat som rektor på Syddansk Universitet. Han afløste Jens Oddershede, der gik på pension.
Henrik Dam er uddannet jurist fra Københavns Universitet. Efter en afstikker til Sundhedsministeriet kom han i 1996 tilbage Københavns Universitet, hvor han i 2005 tog den juridiske doktorgrad i skatteret. 2006-2014 var han dekan på Det Juridiske Fakultet på Københavns Universitet.
18. november 2011 blev Henrik Dam Ridder af Dannebrog.